# Брамбилла, Марко
Марко Брамбилла (итал. Marco Brambilla) — американский кинорежиссёр, монтажёр, клипмейкер, фотограф и художник в жанре видео-арт.

## Биография
Родился в 1960 году в Милане (Италия). Затем некоторое время жил в Канаде, там же начал работать в качестве режиссёра, снимая рекламу на телевидении.
В 1993 Марко Брамбилла дебютировал в качестве режиссёра в научно-фантастическом боевике «Разрушитель» (в главных ролях — Сильвестр Сталлоне и Уэсли Снайпс). Фильм имел большой успех: мировые сборы составили 159 млн долларов, при бюджете в 57 млн.
В 1997 году выпустил фильм «Лишний багаж».
В 2000 издательством Booth-Clibborn Editions была выпущена коллекция фотографий Брамбиллы под названием «Transit».
В 2002 году сел в режиссёрское кресло мини-сериала «Динотопия», заказанной компаниями «Walt Disney Television» и «Hallmark Entertainment». Он также срежиссировал продолжение сериала — «Динотопия: Новые приключения».
В 2005 году снял короткометражку «Sync» (часть фильма-антологии «Запрещено к показу!»), который в 2006 был показан на Каннском кинофестивале и американском кинофестивале в Сандэнсе.
В 2010 году стал режиссёром клипа «Power» песни Канье Уэста.
В 2013 году Брамбилла представил свою 3-D видеоинсталляцию в галерее Николь Клагсбрун в Нью-Йорке.

## Фильмография

### Режиссёр
- 1993 — Разрушитель / Demolition Man
- 1997 — Лишний багаж / Excess Baggage
- 2002 — Динотопия / Dinotopia
- 2002 — 2003 — Динотопия: Новые приключения / Dinotopia
- 2006 — Запрещено к показу! / Destricted (эпизод «Sync»)

### Монтажёр
- 2006 — Запрещено к показу! / Destricted